# ГЕС Шонтонг-Карчам
ГЕС Шонтонг-Карчам – гідроелектростанція, що споруджується на півночі Індії у штаті Гімачал-Прадеш. Знаходячись перед ГЕС Карчам-Вангту, становитиме верхній ступінь каскаду на  Сатледжі, найбільшій лівій притоці Інду.
В межах проекту річку перекриють бетонною греблею довжиною 123 метра, на час будівництва якої воду відведуть за допомогою тунелю довжиною 1,7 км з діаметром 10 метрів. Гребля утримуватиме невелике водосховище з корисним об’ємом 431 тис м3 та припустимим коливанням рівня поверхні між позначками 1646 та 1956 метрів НРМ.
Зі сховища ресурс надходитиме до чотирьох басейнів для видалення осаду розмірами по 530х15 метрів при глибині 31 метр. Осад з них видалятиметься за допомогою тунелю довжиною 2 км з діаметром 6 метрів, а підготована вода спрямовуватиметься до головного дериваційного тунелю довжиною 8 км з діаметром 10 метрів. По завершенні він переходитиме у три підземні напірні водоводи  довжиною по 0,24 км з діаметром 5,8 метра. В системі також працюватиме вирівнювальний резервуар з верхньою камерою висотою 63 метра та діаметром 35 метрів. 
Облаштований у підземному виконанні машинний зал матиме розміри 120х19 метрів при висоті 40 метр, крім того, спорудять окреме підземне приміщення для трансформаторного обладнання розмірами 120х18 метрів при висоті 28 метрів. 
На станції встановлять три турбіни типу Френсіс потужністю по 150 МВт, які використовуватимуть напір у 129 метрів та забезпечуватимуть виробництво 1594 млн кВт-год електроенергії на рік.
Відпрацьована вода повертатиметься до річки по відвідному тунелю довжиною 0,1 км з діаметром 10 метрів.
Видача продукції відбувається по ЛЕП, розрахованій на роботу під напругою 400 кВ.
Відведення води з міста будівництва відбулось у лютому 2017 року, втім, невдовзі роботи пригальмували з фінансових обставин.